# دنيس جيمس أوكونور
دنيس جيمس أوكونور هو سياسي كندي، ولد في 27 يناير 1880 في غودمانشستر في كندا، وتوفي في 26 نوفمبر 1946 في هنتنغدون في كندا. حزبياً، نشط في الحزب الليبرالي الكندي وحزب كيبيك الليبرالي. وقد انتخب عمدة وانتخب عضو الجمعية الوطنية في كيبك ‏ وانتخب عضو مجلس العموم الكندي.